# 臺灣漢文
臺灣漢文，是臺灣從明鄭时期至戰後初期所通用的一種書面語文書，而用於閱讀漢文的語言則主要為台語及客家語，讀音為文讀音。多以《千字文》、《三字經》、《百家姓》和《千金譜》等作為蒙學教材，待基礎穩固後再進一步學習《論語》、《孝經》和《詩經》等四書五經。而作品類別則涵括詩歌、散文、賦、小說、詞和詩話等。中華民國政府接收臺灣以後，實施國語政策，打壓本土母語，致使臺灣漢文的傳承出現斷層並且逐漸流失消亡，且迄今台灣的中小學國文科（國語科）的文言文教育亦以現代標準漢語做為教學語言，現代臺灣人也多以其唸讀此類漢文居多。

## 漢文教育

### 傳統私塾
學習漢文即傳統台語所謂的「讀冊」。在日治以前，漢文教育可以分為初級蒙學及四書五經兩個階段。由於漢文的學習重於詠頌，對於漢字的發音須謹記於心，因此蒙學教育的目的便是訓練臺灣漢族學子足以用台語或客語讀出漢文中的所有漢字。《千字文》（Chhian-jī-bûn）、《昔時賢文》（Sek-sî-hiân-bûn）、《三字經》（Sam-jī-keng）、《百家姓》（Pek-ka-sèng）、《幼學故事瓊林》（Iù-ha̍k-kò͘-sū-khiông-lîm）、《千家詩》（Chhian-ka-si）、《唐詩三百首》（Tông-si-sam-pek-siú）和《千金譜》（Chhian-kim-phó͘）等「漢學仔冊」便是漢文蒙學最常使用的教材。值得注意的是，在誦讀此類蒙學或四書五經時，讀書人皆是以台語或客家話的文讀音（讀冊音、文音、孔子白）來誦讀，然僅有《千金譜》係摻有台語白讀音來誦讀的，因此《千金譜》亦可被歸類為閩南語白話文的作品範疇。當對以上蒙學有一定程度的認識與熟悉之後，讀書人便會進一步學習《論語》（Lūn-gú）、《孝經》（Hàu-keng）和《詩經》（Si-keng）等四書五經漢文經典。

### 日本公學校
日治時期，漢人學子多於公學校接受國民教育。有鑑於臺灣漢人社會對於漢文的倚賴度高，在1937年臺灣總督府廢止「漢文科」教育之前，所有的公學校學生都須接受漢文教育。由於漢文獨立設科教學，臺灣總督府於1904年編訂了《漢文讀本》作為教材；1918年，由於漢文科教學時數減少，總督府又再次重編。《漢文讀本》的內容與傳統私塾所教授的四書五經大相逕庭，涵括了近代化知識、歷史、地理、修身、應用文、臺灣物產等廣泛事物與新知。因此，相較於傳統私塾的記憶與背誦，公學校的漢文科教育強調的是知識的推廣與應用，並與臺灣學生的生活經驗做結合。在以漢文教授近代化新知的同時，融入了許多和製漢語，除使之成為臺灣社會日常用語的一部分，也使臺灣漢文得以近代化。1937年，日本政府已確立南進政策，先後開始推行國民精神總動員及皇民奉公運動，總督府遂廢止漢文科，漢文教育從此流入民間私塾。

### 戰後時代
戰後國民政府推行國語運動、禁說「方言」等政策，台語及客語漢文的傳承遭受嚴重衝擊並凋零，導致今日臺灣人面對漢文時，多以現代標準漢語為唸讀語言，迄今台灣的中小學國文科（國語科）的文言文教育亦以其為教學語言。
教育部於「九十五年高級中學國文課程暫行綱要」編選提供出版參考的文言文篇章四十篇，有部份是以台灣為主題的文言文，如下。其中《台灣通史》序為台灣人創作：
- 東番記─陳第
- 紀水沙漣─藍鼎元
- 裨海紀遊選─郁永河
- 台灣通史序─連橫

## 漢文創作

### 原民時期
臺灣漢文創作多出現於明鄭渡臺之後，然歷史上第一篇有關於臺灣的漢文遊記創作是明朝萬曆年間由陳第所著的《東番記》。

### 明鄭時期
明鄭眾多官僚皆為明朝舊臣文人，多數漢文作品皆是陰鬱悲傷的亡國流亡文學。代表作品包含《延平二王遺集》、二世鄭經的《東壁樓集》、王忠孝《王忠孝公集》、徐孚遠《釣璜堂存稿》、沈光文《沈光文斯菴先生專集》等。雖多為亡國文學，但長年寓居於臺，亦有部分融入臺灣、建設臺灣（時稱東寧）的作品，如：王忠孝的〈東寧風土沃美急需開濟詩勗同人〉及徐孚遠的〈東寧詠〉等。